# Banga (Cotabato do Sul)
Banga é um município de  primeira classe de renda municipal (d) na província Cotabato do Sul, nas Filipinas. De acordo com o censo de 1 de maio  de  2020 possui uma população de 89 164 pessoas e 23 266 domicílios.